# Киллеры
«Киллеры» (англ. «Killers») — американская комедия 2010 года, снятая режиссёром Робертом Лукетичем. В главных ролях Кэтрин Хайгл и Эштон Кутчер.
Слоган: «Их идеальный брак могут спасти только…».

## Сюжет
Спенсер — профессиональный убийца, выполняющий особо опасные задания. Однажды на курорте в Ницце, выполняя очередное задание, он встречает Джен, ради которой бросает свою работу и собирается жениться, но многие не в восторге от его решения, и за его голову объявляют вознаграждение $20 000 000. Теперь Спенсеру предстоит выяснить, кто из его знакомых, друзей, соседей и близких за ним охотится, а Джен — выяснить отношения со Спенсером и его прошлым.

## В ролях
- Кэтрин Хайгл — Джен Корнфельдт
- Эштон Кутчер — Спенсер Эймс
- Том Селлек — мистер Корнфельдт
- Кэтрин О’Хара — миссис Корнфельдт
- Кэтрин Уинник — Вивиан
- Кевин Зусман — Мак Бейли
- Лиза Энн Уолтер — Оливия Брукс
- Кэйси Уилсон — Кристин
- Роб Риггл — Генри
- Алекс Борштейн — Лили Бейли
- Мартин Малл — Холбрук